# Ongar
Ongar – civil parish w Anglii, w Esseksie, w dystrykcie Epping Forest. W 2011 civil parish liczyła 6251 mieszkańców. Ongar jest wspomniana w Domesday Book (1086) jako Angra. W obszar civil parish wchodzą także Chipping Ongar, Greensted i Shelley.